# Mount Johansen
Mount Johansen är ett berg i Antarktis. Det ligger i Östantarktis. Australien gör anspråk på området. Toppen på Mount Johansen är 1 554 meter över havet.
Terrängen runt Mount Johansen är kuperad åt sydost, men åt nordväst är den platt. Trakten är obefolkad. Det finns inga samhällen i närheten.